# Castillejos
Castillejos is een gemeente in de Filipijnse provincie Zambales op het eiland Luzon. Bij de laatste census in 2010 telde de gemeente bijna 49 duizend inwoners.

## Geografie

### Bestuurlijke indeling
Castillejos is onderverdeeld in de volgende 14 barangays:
| - Balaybay - Buenavista - Del Pilar - Looc - Magsaysay - Nagbayan - Nagbunga | - San Agustin - San Jose - San Juan - San Nicolas - San Pablo - San Roque - Santa Maria |

## Demografie
Castillejos had bij de census van 2010 een inwoneraantal van 48.845 mensen. Dit waren 5.935 mensen (13,8%) meer dan bij de vorige census van 2007. Ten opzichte van de census van 2000 was het aantal inwoners gegroeid met 15.737 mensen (47,5%). De gemiddelde jaarlijkse groei in die periode kwam daarmee uit op 3,97%, hetgeen hoger was dan het landelijk jaarlijks gemiddelde over deze periode (1,90%).

De bevolkingsdichtheid van Castillejos was ten tijde van de laatste census, met 48.845 inwoners op 92,99 km², 525,3 mensen per km².

## Geboren in Castillejos
- Genaro Magsaysay (19 september 1924), senator (overleden 1978);
- Vicente Magsaysay (20 januari 1940), gouverneur van Zambales;
- Richard Gordon (5 augustus 1945), senator, minister en presidentskandidaat.